# Armstrong Peak
Armstrong Peak är en bergstopp i Antarktis. Den ligger i Östantarktis. Australien gör anspråk på området. Toppen på Armstrong Peak är 1 470 meter över havet.
Terrängen runt Armstrong Peak är huvudsakligen lite kuperad. Trakten är obefolkad. Det finns inga samhällen i närheten.